# Vanellus armatus
La pavoncella armata o pavoncella fabbro (Vanellus armatus, Burchell, 1822), è un uccello della famiglia dei Charadriidae.

## Sistematica
Vanellus armatus non ha sottospecie, è monotipico.

## Distribuzione e habitat
Questo uccello vive nell'Africa centrale e meridionale, dal Kenya e la Repubblica Democratica del Congo fino al Sudafrica. È di passo in Burundi e sull'Isola di Sant'Elena.